# Bão Nora (1973)
Bão Nora là xoáy thuận nhiệt đới mạnh thứ ba từng được ghi nhận. Cơn bão có nguồn gốc từ một vùng áp suất thấp trên Tây Bắc Thái Bình Dương và nó đầu tiên được xác định là một áp thấp nhiệt đới trong ngày 2 tháng 10. Di chuyển chủ yếu theo hướng Tây, hệ thống dần tăng cường, và đến tối ngày hôm sau nó đã đạt cấp độ bão cuồng phong. Sau khi chuyển hướng sang Tây Bắc, cơn bão trải qua một giai đoạn tăng cường mãnh liệt, trong quãng thời gian 24 giờ áp suất trung tâm đã giảm 77 mbar (hPa; 2,27 inHg). Khi quá trình này kết thúc, Nora đạt đỉnh với vận tốc gió 295 km/giờ (185 dặm/giờ) cùng áp suất 877 mbar (hPa; 25,91 inHg), khiến cho nó trở thành xoáy thuận nhiệt đới mạnh nhất từng được ghi nhận (cùng với bão Ida năm 1958) tại thời điểm đó; tuy nhiên mức áp suất của Nora sau này đã bị vượt qua bởi hai cơn bão khác (Tip và June, cùng trên khu vực Tây Bắc Thái Bình Dương). Tiếp theo cơn bão suy yếu và chuyển hướng Tây Bắc khi nó tiếp cận Philippines. Sau khi đi sượt qua Luzon trong ngày 7 tháng 10, Nora vượt qua Đài Loan và cuối cùng đổ bộ vào Trung Quốc trong ngày 10 tháng 10. Khi đã ở trên đất liền, Nora suy yếu nhanh chóng và tan vào ngày hôm sau.
Philippines và Đài Loan là hai khu vực hứng chịu những tổn thất lớn nhất từ bão Nora với tổng cộng 36 người thiệt mạng. Ở Philippines, gió mạnh và lũ lụt đã phá hủy những ngôi nhà, khiến cho hơn 1 triệu người mất nhà cửa. Còn tại Đài Loan, đã có hơn 1.000 ngôi nhà bị phá hủy và 8.000 người mất nhà cửa. Cơn bão cũng chịu trách nhiệm về một số sự cố hàng hải khiến ít nhất 4 người thiệt mạng.

## Lịch sử khí tượng
Vào ngày 30 tháng 9 năm 1973, một vùng áp suất thấp yếu đã phát triển trong một rãnh gió mùa tại địa điểm cách Yap khoảng 195 km (120 dặm) về phía Nam. Tiếp theo hệ thống trôi dạt về phía Tây Bắc, dần tổ chức thành một áp thấp nhiệt đới trong ngày 2 tháng 10. Đến cuối ngày hôm đó, máy bay thám trắc chỉ ra rằng áp thấp nhiệt đới đã mạnh lên thành một cơn bão nhiệt đới, và tại thời điểm đó nó đã được đặt tên là Nora. Không lâu sau, sự chuyển động của Nora trở nên chậm và thất thường, với việc cơn bão đã thực hiện một vòng lặp ngược chiều kim đồng hồ trong ngày 3 tháng 10. Sau khi hoàn thành vòng lặp, Nora đã đạt tới trạng thái bão cuồng phong và di chuyển theo một quỹ đạo tạm thời lên phía Bắc. Do ở gần Philippines, Cục quản lý Thiên văn, Địa vật lý và Khí quyển Philippines (PAGASA) cũng đã theo dõi cơn bão và chỉ định cho nó một cái tên địa phương là Luming. Vào cuối ngày 4 tháng 10, Nora bắt đầu trải qua giai đoạn mạnh lên nhanh chóng. Một vài chiếc máy bay thám trắc thuộc Phi đội Thám trắc Thời tiết 54 của Không quân Hoa Kỳ đã bay vào bên trong cơn bão tại thời điểm giữa ngày 5 và 6 tháng 10, ghi nhận một sự tăng cường mạnh mẽ.
Vào tối ngày 5 tháng 10, Nora đạt đến vận tốc gió vượt quá 260 km/giờ (160 dặm/giờ), đạt cấp siêu bão tương đương với bão cấp 5 trong thang bão Saffir-Simpson. Một nhiệm vụ thám trắc vào trong cơn bão tại thời điểm đó đã phát hiện những thành mắt bão đồng tâm, đường kính đo được lần lượt là 14 (9) và 32 km (20 dặm). Ban đầu, máy bay đã không thể thâm nhập vào trong lõi do sự hỗn loạn nghiêm trọng; tuy nhiên họ đã thành công trong nỗ lực thứ hai. Khi ở trong mắt bão, họ đã khám phá ra một trung tâm hầu như không có mây với "một diện mạo amphitheater (nhà hát vòng tròn) hay như một cái bát". Những đám mây tầng tích bị chặn ở một độ cao thấp bất thường 1,2 km (0,75 dặm). Lõi của Nora là đặc biệt ấm, với nhiệt độ đạt gần kỷ lục 30 °C (86 °F) ở mực 700 mb. Vào thời điểm 0020 UTC ngày 6 tháng 10, một dropsonde (thiết bị để thu thập số liệu) được thả bởi nhóm trinh sát đã ghi nhận một áp suất bề mặt 877 mbar (hPa; 25,91 inHg) ở ngay đúng thành mắt bão của Nora. Lúc đó, vận tốc gió tối đa ước tính đạt 295 km/giờ (185 dặm/giờ). Những giá trị này đã xếp Nora là xoáy thuận nhiệt đới mạnh nhất từng được ghi nhận trên Trái Đất tại thời điểm đó, ngang bằng với bão Ida năm 1958. Tuy nhiên, trong những phân tích sau cơn bão, đã ghi chú rằng vì dropsonde không ghi nhận được một áp suất ở tâm bão, do vậy Nora nhiều khả năng mạnh hơn so với những thông số đã được chỉ ra. Sau này, đã có hai cơn bão khác vượt qua được cường độ của Nora: bão June năm 1975 và bão Tip của Mùa bão Tây Bắc Thái Bình Dương 1979.
Dù cường độ là rất mạnh, cơn bão đã bắt đầu suy yếu khi nó tiến gần Philippines trong ngày 6 tháng 10. Trong vòng 10 tiếng, áp suất đã tăng lên 894 mbar (hPa; 26,40 inHg) và sau đó cường độ đã suy giảm xuống dưới ngưỡng bão cấp 5. Sáng ngày mùng 6, Nora chuyển hướng nhiều hơn sang Tây Bắc do sự suy yếu của áp cao cận nhiệt và một rãnh thấp ngắn đang tiếp cận từ phía Trung Quốc. Quá trình suy yếu đều đặn tiếp tục trong hơn một vài ngày sau, với việc cơn bão đi sượt qua cực Đông Bắc Luzon, Philippines vào ngày mùng 7, vận tốc gió khi đó đạt 175 – 185 km/giờ (110 - 115 dặm/giờ). Trong ngày hôm sau, cường độ của Nora chững lại với vận tốc gió ở ngưỡng khoảng 130 km/giờ (80 dặm/giờ) khi nó di chuyển trên eo biển giữa Philippines và Đài Loan. Sau khi đi qua khu vực cách Đài Loan khoảng 95 km (60 dặm), Nora đã chuyển hướng nhiều hơn lên phía Bắc trước khi đổ bộ gần Hạ Môn, Phúc Kiến vào sáng ngày 10 tháng 10 với cường độ bão cấp 1. Trên đất liền, cơn bão đã nhanh chóng suy thoái xuống thành một vùng áp thấp trước khi tan vào ngày hôm sau.

## Những sự chuẩn bị và tác động
| Bão | Mùa bão | Áp suất | Áp suất |
| Bão | Mùa bão | hPa     | inHg    |
| --- | ------- | ------- | ------- |
| Tip | 1979    | 870     | 25.7    |
| June | 1975    | 876     | 25.9    |
| Nora | 1973    | 877     | 25.9    |
| Ida | 1958    | 877     | 25.9    |
| Kit | 1966    | 880     | 26.0    |
| Rita | 1978    | 880     | 26.0    |
| Vanessa                                                                                                   | 1984    | 880     | 26.0    |
| Irma | 1971    | 884     | 26.1    |
| Nina | 1953    | 885     | 26.1    |
| Joan | 1959    | 885     | 26.1    |
| Forrest                                                                                                   | 1983    | 885     | 26.1    |
| Megi | 2010    | 885     | 26.1    |
| Nguồn: Những phân tích theo dõi bão chính xác nhất của JMA Thông tin cho khu vực Tây Bắc Thái Bình Dương. |         |         |         |

Trước khi cơn bão tiến đến Philippines, tất cả các chuyến bay nội địa đi và đến thủ đô Manila đã bị hủy bỏ; tuy nhiên, các chuyến bay quốc tế đã không bị ảnh hưởng. Không quân Hoa Kỳ cũng đã di dời những chiếc máy bay của họ ra khỏi Căn cứ Không quân Clark đến những căn cứ khác ở Châu Á. Ngoài ra, tất cả các trường học ở Manila đã bị đóng cửa. Khi đi sượt qua cực Đông Bắc Luzon với cường độ bão cấp 3, Nora đã gây ra những thiệt hại đáng kể. Những cơn gió bão đã được ghi nhận ở hầu khắp vùng Tây Luzon, với vận tốc gió tối đa đo được 126 km/giờ (78 dặm/giờ) ở cảng Manila. Điện mất rải rác ở nhiều nơi còn thông tin liên lạc thì bị mất trên toàn khu vực. Thành phố Baguio (dân số khoảng 100.000) đã rơi vào tình trạng mất điện trong khoảng 6 tiếng. Thiệt hại về mùa màng là trên diện rộng, với việc cơn bão tấn công gần với thời điểm thu hoạch. Những trận mưa lớn do bão, lượng tối đa lên tới 338 mm (13,3 inch) tại Baguio, đã kích hoạt lũ lụt nghiêm trọng và gây ra một chỗ vỡ trên tuyến đê Arnedo ở Apalit, Pampanga. Tám thị trấn trải dài dọc theo 45 km (30 dặm) hạ lưu bị ngập lụt; dù vậy, các tuyến đường giao thông vẫn có thể đi lại. Ngập lụt ở thủ đô Manila đã thúc đẩy việc di tản khoảng 400 cư dân. Tại Caloocan, một đứa trẻ đã thiệt mạng vì điện giật do đường dây điện bị rơi xuống. Trên toàn Philippines, đã có 24 người thiệt mạng và hơn 1 triệu người mất nhà cửa. Thiệt hại về tài sản và cây trồng lên tới 2 triệu USD (USD 1973). Nora là cơn bão đầu tiên trong số ba cơn bão liên tiếp tác động đến Philippines trong vòng một tuần, hai cơn bão tiếp theo là Ruth và Patsy lần lượt tấn công đất nước này vào các ngày 12 và 15 tháng 10.
Khi Nora di chuyển qua vùng biển phía Nam Đài Loan, nó đã gây ra biển động là nguyên nhân chịu trách nhiệm cho một vài sự cố hàng hải trên eo biển Đài Loan và Biển Đông. Một con tàu của Philippines gặp sự cố là Asian Mariner, dù vậy tất cả 38 thủy thủ trên tàu đã được giải cứu. Tàu chở hàng Baltic Klif của Hy Lạp đã bị lật ở khu vực cách quần đảo Bành Hồ khoảng 150 km (90 dặm) về phía Tây Nam, với ba thủy thủ đã xác nhận thiệt mạng cùng với vài người khác mất tích và được coi là đã chết. Ngoài ra, tàu cá Jai Tai NR3 của Đài Loan bị mắc cạn giữa vùng nước có độ sâu 9,1 m, với mũi tàu bị tách hở. Một người trên tàu thiệt mạng; tuy nhiên 7 ngư dân khác đã được cứu bởi tàu khu trục USS Worden bất chấp vùng biển nguy hiểm. Khi cơn bão gần đổ bộ vào đất liền Trung Quốc, có hai con tàu đã rơi vào tình trạng mắc cạn trên Biển Đông và chúng đã phát đi những tín hiệu cấp cứu.
Nora di chuyển qua khu vực cách Đài Loan khoảng 95 km (60 dặm), đem đến những trận gió bão và mưa như trút trên hòn đảo. Vận tốc gió giật tối đa đo được là 126 km/giờ (78 dặm/giờ) ở Tungchi thuộc quần đảo Bành Hồ. Những tác động nghiêm trọng nhất đến từ những cơn mưa, trong đó lượng mưa tại Sinkong trong vòng hơn 20 tiếng lên tới 523 mm (20,6 inch). Lũ trên diện rộng cùng với những trận lở đất đã phá hủy ít nhất 1.000 ngôi nhà, cuốn trôi nhiều cây cầu và những tuyến đường bộ cũng như đường sắt. Đã có 12 người thiệt mạng, 28 người khác được báo cáo là mất tích và khoảng 8.000 người mất nhà cửa. Tại Hồng Kông, cơn bão đã tạo ra những cơn gió giật, vận tốc cao nhất đạt 95 km/giờ (60 dặm/giờ), tuy nhiên đã không ghi nhận những cơn mưa. Mặc dù Nora đổ bộ vào Trung Quốc khi là một cơn bão cấp 1, đã không có những báo cáo về thiệt hại tại đây.